# Auersmacher
Auersmacher is een plaats in de Duitse gemeente Kleinblittersdorf in de deelstaat Saarland. De plaats ligt aan de grens met Frankrijk. In 2007 telde Auersmacher 2578 inwoners.